# Urolycisca apicalis
Urolycisca apicalis är en stekelart som först beskrevs av Walker 1862.  Urolycisca apicalis ingår i släktet Urolycisca och familjen puppglanssteklar. Inga underarter finns listade i Catalogue of Life.